# François II de Mantoue
Pour les articles homonymes, voir François II.
Pour les autres membres de la famille, voir Maison Gonzague.
François II Gonzague, en italien Francesco II Gonzaga, né le 10 août 1466 à Mantoue où il est mort le 29 mars 1519, est un noble italien, condottiere au service du duc de Milan, puis de la république de Venise. Il est le quatrième marquis de Mantoue (région de Lombardie en Italie).

## Biographie
François, fils aîné de Frédéric Ier de Mantoue et de Marguerite de Bavière, a 18 ans lorsque son père meurt en 1484. Il est secondé par son oncle, le condottiere Francesco Secco d'Aragona. Peu de temps avant de lui succéder, il est entré, en 1483, au service du duc de Milan, Jean Galéas II Sforza en tant que capitaine, après avoir rétabli la condotta de son père, service qu'il renouvelle en 1485 et 1486. En 1489, il se met au service de la république de Venise, un État plus important dont il veut éviter l'influence en s'en rapprochant.
François II se marie, le 12 février 1490, avec Isabelle d'Este (1474-1539), une princesse d'une rare beauté qui est une des grandes figures de la Renaissance italienne. Elle est la fille d'Hercule Ier d'Este, duc de Ferrare, de Modène et de Reggio d'Émilie, et d'Éléonore de Naples. 
En 1495, alors que le roi de France Charles VIII déclenche la première guerre d'Italie pour aller reprendre le royaume de Naples, la Ligue de Venise est constituée pour le contraindre à quitter l'Italie. François II est nommé gouverneur général des armées vénitiennes et prend la tête des armées de la coalition. L'affrontement a lieu lors de la bataille de Fornoue , près de Parme, victoire française dans la mesure où les Français, qui en fait rentraient en France, ont eu moins de morts et blessés que la coalition et purent continuer leur route, victoire de la ligue dans la mesure où le bagage et le trésor de guerre napolitain de l'armée française est pillé ou repris par les troupes de François II. À tout le moins, ce dernier en est remercié par une nomination au grade de capitaine général et ses appointements sont augmentés. Son butin est par ailleurs considérable car l'équipage du roi, saisi après la débandade, est rempli d'objets d'art volés aux princes italiens vaincus.
En 1499, lors de la deuxième guerre d'Italie, Louis XII, roi de France, vient reprendre à Ludovic le More le duché de Milan, héritage de sa grand-mère Valentine Visconti, usurpé par Francesco Ier Sforza, père du More. La coalition anti-milanaise est franco-vénitienne; François II se met au service du roi de France quand celui-ci conquiert le Milanais, se rapprochant toujours par principe des vainqueurs. Louis XII le fait chevalier de l’ordre de Saint-Michel dont il devient maître en 1507. Cela lui permet aussi d'obtenir la confirmation de sa légitimité et l'investiture impériale sur le duché.
Au cours de la troisième guerre d'Italie, Louis XII reconquiert Milan qui avait été reprise par Ludovic le More et s'empare de Naples. François II est nommé lieutenant-général du royaume de Naples en 1503 pour une courte durée puisque les Français, après trois défaites, perdent à nouveau Naples en 1504.
Pendant la ligue de Cambrai conclue en 1509, François se prépare, à la tête des armées pontificales, à la confrontation avec les condottieres de la république de Venise. Le Sénat vénitien, pour éviter un conflit ruineux et inutile, lui propose une prime de 80 000 ducats, le titre de commandant en chef et la pleine autorité sur les autres condottieres. Il refuse ces propositions. Le 8 août, il est capturé par des paysans pendant son sommeil alors qu'il recherchait un butin au lieu de rester dans Vérone alors assurée. Considéré comme un traître, il est emprisonné à Venise sous les insultes de la population. Son train de maison, chevaux, armes et mobilier, est pillé pour un montant estimé à 20 000 ducats. Début 1510, il est échangé contre son fils Frédéric qui sera détenu à Rome et peut rejoindre Mantoue, les Véntiens ayant alors besoin de sa condotta expérimentée après la mort de leur condottiere Bartolomeo d'Alviano et souhatant protéger le marquisat qui est déterminant dans les échanges commerciaux de la république.
François II devient lieutenant dans les troupes pontificales en 1506 et en est gonfalonnier en 1510.
Au plan de l'administration de son marquisat, François II améliore la vie publique. Il encourage l'agriculture en instituant l'emmagasinage du grain dans le but de lutter contre les éventuelles disettes. Il crée un corps de fonctionnaires communaux chargés du maintien de l'ordre et de la sécurité de Mantoue. Il réorganise également l'administration de la justice.
Il est passionné de chevaux et ses écuries sont réputées. Les prix remportés par ses chevaux de course sont commémorés dans un manuscrit orné des images de ses étalons favoris.
Nota : les couleurs gueules (rouge) et argent (blanc) sont celles de la ville de Mantoue.

## Descendance
François II Gonzague et Isabelle d'Este ont huit enfants :

Isabelle d'Este, portrait par le Titien (1534/36)

- Éléonore de Mantoue (1493-1550) qui épouse en 1507 François Marie Ier della Rovere, duc d'Urbino ;
- Margherita (1496-1496) ;
- Frédéric qui est le 5e marquis puis 1er duc de Mantoue, titré Frédéric II ;
- Livia (1501-1508) ;
- Ippolita (1503-1570) qui est nonne à Mantoue ;
- Ercole (1505-1563) qui est évêque de Mantoue en 1521 puis cardinal en 1527 et qui est l'un des présidents du concile de Trente ;
- Ferdinand (Ferrante) qui est le 1er comte de Guastalla et chef de la lignée des Gonzague de Guastalla ;
- Paola (1508-1569) qui est nonne franciscaine à Mantoue.

François II est mort en 1519, à l'âge de 52 ans.

## Faste et mécénat
François poursuit le chantier de Sant'Andrea et fait réaliser des décors pour les châteaux et la villa de Marmirolo. Il se concentre sur les chantiers de son palais près de San Sebastiano. Il manifeste sa puissance par un faste étonnant. Son palais est décoré de tapisseries et de brocard, son lit est recouvert de velours pourpre brodé de perles, et une des chambres est décorée de fresques de ses chevaux favoris. A Marmirolo, il se fait représenter en général romain. Des médailles à son effigie s'inspirent de l'imagerie martiale antique, le montrant en armure, tout comme son portrait en buste par Giancristoforo Romano.
A l'instar d'autres capitaines comme Lionel d'Este et Bartolomeo Colleoni, François voue un véritable culte à César. Le poète de cour Paride da Ceresara qualifie le marquis de « notre général invincible » en 1495 et Battista Fiera dédicace un poème « Au divin César Francesco Gonzaga », l'année de la victoire de Fornoue sur les Français.
Il commande à Andrea Mantegna, dont il maintient l'engagement, deux œuvres prestigieuses illustrant sa carrière de prince condottiere. La première est une série de peintures, les Triomphes de César, commencée à son avènement en 1485 et terminée vers 1495. Le peintre y travaille sans relâche jusqu'en 1488, année où il part au service du pape à Rome. François apparait sous les traits d'un chevalier chrétien, protégé par la Vierge, sur la seconde commande, adressée après la bataille de Fornoue en 1495, et qui est un tableau votif. Cette victoire est célébrée par le poète de cour Baptiste Spagnoli. Le marquis décide de faire construire une chapelle votive dédiée à la Madone de la victoire à laquelle il avait adressé un vœu au plus fort des combats. Mantegna doit lui peindre un grand retable pour orner l'autel. Si la chapelle ne fut jamais construite, une cérémonie a été toutefois célébrée le 6 juillet 1496 pour le premier anniversaire de la victoire, puis le retable de Mantegna a été porté en triomphe à San Simone suivi par la foule des Mantouans. Le tableau représente François agenouillé en armure de parade devant la Vierge à l'Enfant qui se tourne vers lui en lui adressant un geste de bénédiction. Vierge protectrice, elle accueille sous son manteau tenu par deux saints chevaliers, saint Michel et saint Georges. Saint André et saint Longin, honorés à Mantoue, sont placés en retrait. À ses pieds, se trouvent le jeune saint Jean et une femme âgée qui serait la bienheureuse Osanna Andreasi, personnalité locale, agenouillée, un chapelet entre les mains. Une branche de corail, symbole de la Résurrection, pend de la pergola qui protège son trône. Les fleurs, oiseaux et fruits peint par Mantegna font pénétrer le marquis dans un jardin d'Eden.
Amateur de musique, il fonde la première chapelle princière de Mantoue en 1511.
Le couple princier composé de François et d'Isabelle d'Este incarne parfaitement les deux fonctions du prince condottiere, celle du guerrier, du cavalier, grand amateur de sports équestres et de combat dans une tradition spécifiquement mantouane, et celle du prince humaniste et mécène, illustrée par la longue dynastie des Este qu'Isabelle a transporté à Mantoue.